# 湖南大学
湖南大学（こなんだいがく、英語: Hunan University）は、中国湖南省長沙市岳麓山に本部を置く中国の国立大学。976年創立、1926年大学設置。
大学の略称は湖大（こだい）。2019年時点では、学校の面積は153.6万平方メートル、建築面積は113.33万平方メートル、学生数約36,000余人、本科生20,000余人、研究生15,000余人、教職員4,000人。985工程、211工程、双一流の成員校として、国家重点大学である。 

## 略歴

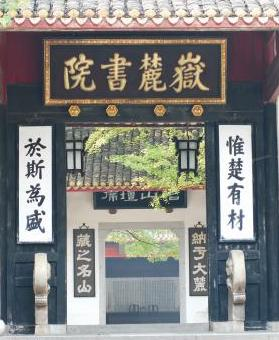
嶽麓書院

- 976年（北宋 開宝9年）潭州太守・朱洞が湖南大学の起源となる嶽麓書院を設立[3][4][5]
- 1015年 宋真宗皇帝から「嶽麓書院」の扁額を賜る[5]
- 1097年 嶽麓書院は朝廷により廃棄される[5]
- 1165年 湖南順撫使潭州の劉珙は嶽麓書院を再建する[5]
- 1167年 理学者・朱熹は嶽麓書院で張栻と「中庸」を論じ、のちに「朱張会談」と称される[5]
- 1194年 朱熹は湖南順撫使に任ぜられ、嶽麓書院を整備、「朱子書院教条」を発布する[5]
- 1275年 嶽麓書院は蒙古軍によって焼失する[5]
- 1286年 劉必大が嶽麓書院を再建する[5]
- 1368年 嶽麓書院は再度戦禍によって破壊される[5]
- 1432年 民間からの資金によって嶽麓書院は修復される[5]
- 1507年 思想家・王守仁が嶽麓書院で講義を行う[5]
- 1643年 嶽麓書院は戦争によって破壊される[5]
- 1668年 湖南順撫・周召南が嶽麓書院を再建する[5]
- 1674年 呉三桂によって起こされた三藩叛乱により、長沙攻略の際に嶽麓書院は破壊される[5]
- 1687年 湖南順撫・丁思孔が嶽麓書院を再建する[5]
- 1897年 嶽麓書院は、維新派が建設を進めた「事務学堂」の創設に参加する[5]
- 1903年 嶽麓書院と湖南高等学堂が合併し「新湖南高等学堂」設立[6]
- 1926年 湖南公立工業専門学校と湖南公立商業専門学校と湖南公立法政専門学校が合併し、「省立湖南大学」を設立[5]
- 1927年 名称を「湖南工科大学」と改称[5]
- 1937年 名称を「国立湖南大学」に改称 [5]
- 1937年 日中戦争のため、「国立湖南大学」は辰渓に移転[5]
- 1945年 抗日戦争終結により、長沙の元の敷地に戻る[5]
- 1949年 省立克強学院と省立音楽専科学校と国立師範学院と私立民国大学等を吸収合併する[5]
- 1950年 毛沢東が親筆で校名を書く[5]
- 1952年 中華人民共和国成立に伴う高校間の学部調整により、各院系分離。「中南土木建築学院」と改称。初代学長は李達[5]
- 1958年 名称を「湖南工学院」に改称[5]
- 1959年 「湖南大学」に改称[5]
- 1963年 上海機械学院(汽車専業)と湘潭電機学院(電機等5専業)・南京汽車製造学校を吸収合併する[5]
- 1965年 上海機械学院(汽車専業)を吸収合併する[5]
- 1978年 全国重点大学に指定される[5]
- 2000年 中国人民銀行所属の湖南財経学院を吸収合併する[5]
- 2002年 湖南省計算機高等専科学校を吸収合併する[5]
- 2016年 ロボット工学院と張芸謀芸術学院を設置する[5]

## 基礎データ
- 所在地
  - 南校区
  - 北校区
  - 九華校区
- 校訓
  - 「實事求是、敢為人先」
- 校歌
  - 「湖南大学校歌」。胡庶華作詞·蕭友梅作曲。

## 組織
「学院」も「系」も日本の大学の学部にほぼ相当する。「学部」は「学院」と「系」の上の編成で、実体はなく、日本の「学部」とは位置付けが異なっている。妙訳がないのでそのまま記す。
| | |
| - 岳麓書院 - 設計芸術学院 - 建築学院 - 土木工程学院 - 化学化工学院 - 機械運載工程学院 - 電気信息工程学院 - 環境科学工程学院 - 材料科学工程学院 - 信息科学工程学院（軟件学院） - 物理微電子科学学院 - 生物学院 | - 数学計量経済学院 - 工商管理学院 - 経済貿易学院 - 金融統計学院 - 法学院（政治公共管理学院） - 新聞傳播影視芸術学院 - 外国語国際教育学院 - マルクス主義学院 - 中国語言文学学院 - 体育学院 - 教育科学研究院 |

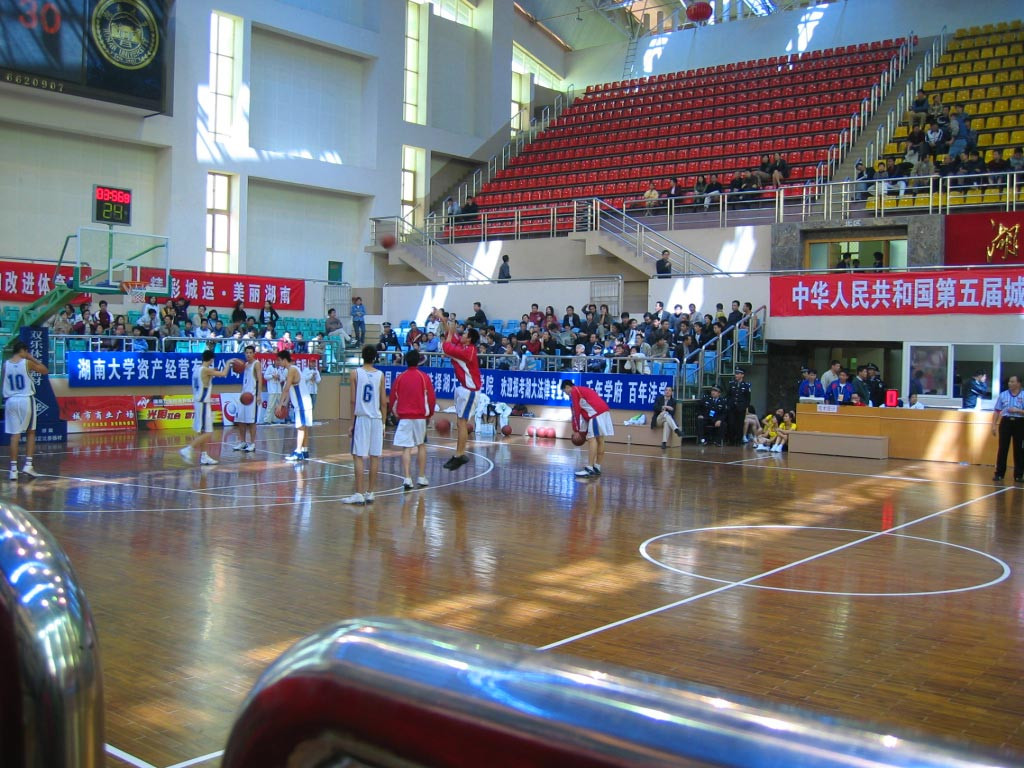
体育館
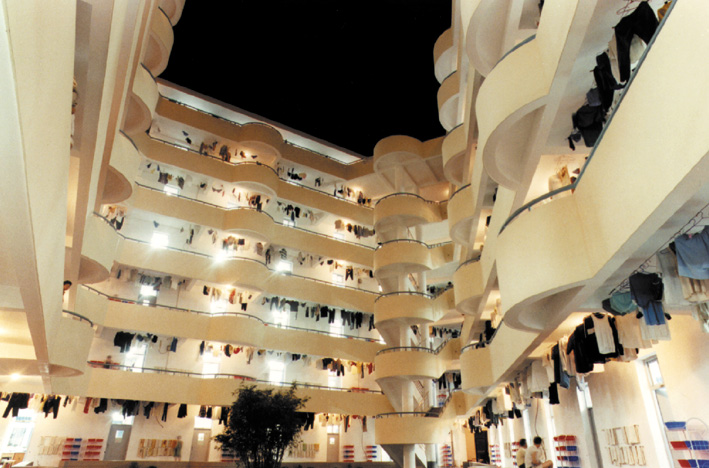
学生宿舍

## 附属機関

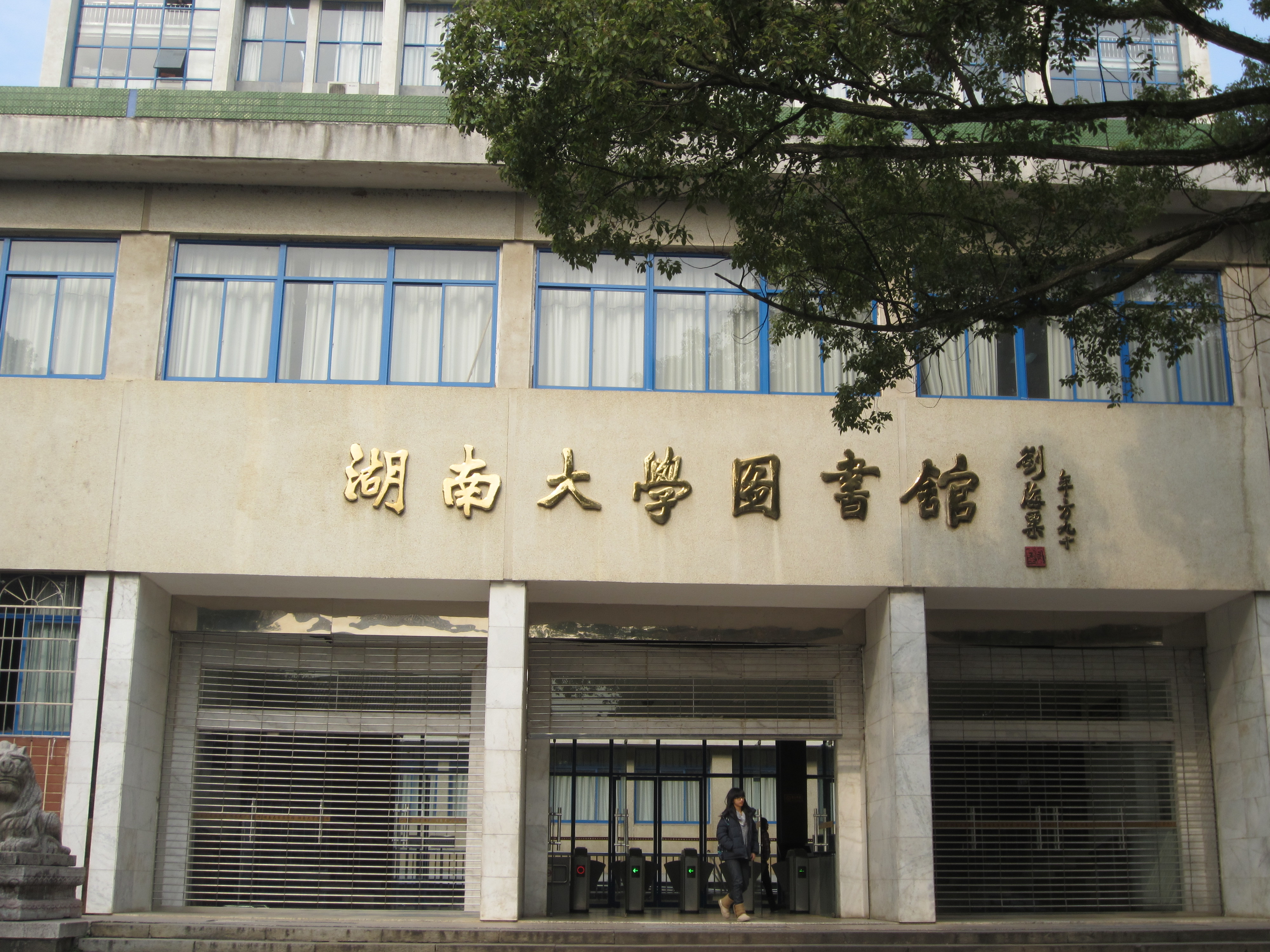
湖南大学図書館

### 附属学校
- 湖南大学附属中学
- 湖南大学子弟小学
- 湖南大学幼稚園

### 附属図書館
- 湖南大学図書館 - 蔵書数は全館合計で約142万冊

## 学生生活
- 学生団体
  - 湖大青年
  - 湖南大学学生会
  - 湖南大学研究生会
  - 湖南大学大学生芸術団
  - 湖南大学社団聯合会

## 湖南大学の人物一覧

### 教授
- 学長：段献忠
- 党委書記：鄧衛

### 卒業生
- 令計画

## 対外関係

### 日本における協定校
- 室蘭工業大学
- 北海道大学
- 北海道文教大学
- 筑波大学
- 千葉大学
- 新潟大学
- 広島大学
- 大阪大学 （2019.3.31～）

部局間学術交流協定
- 建築学院と早稲田大学